# 52633 Turvey
52633 Turvey è un asteroide della fascia principale. Scoperto nel 1997, presenta un'orbita caratterizzata da un semiasse maggiore pari a 2,6940215 au e da un'eccentricità di 0,2051247, inclinata di 2,79984° rispetto all'eclittica.